# Dominikánský ritus

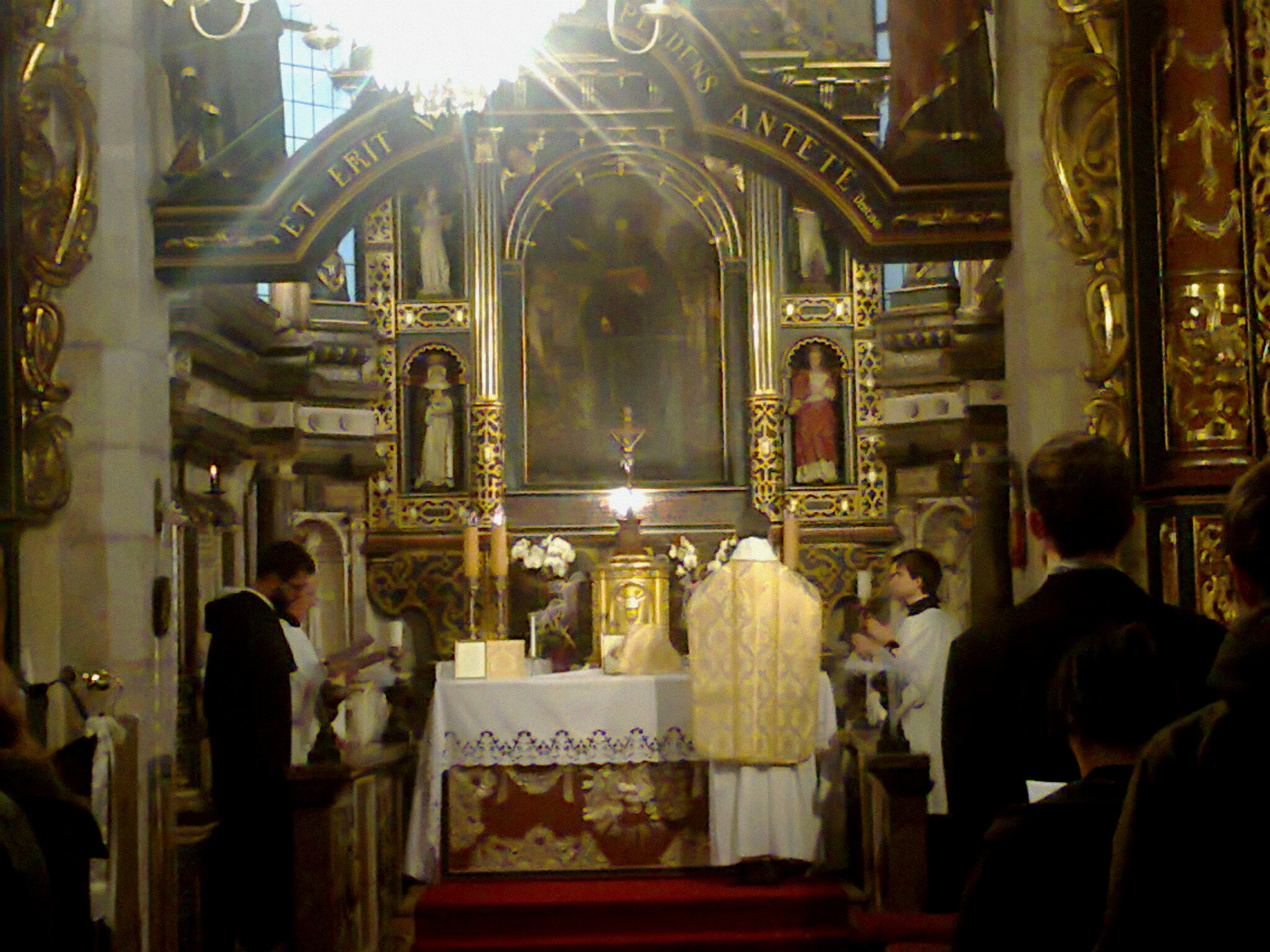
Mše svatá v dominikánském ritu v kostele sv. Jiljí v Krakově

Dominikánský ritus je jeden z dodnes užívaných západních ritů římskokatolické církve. Vyvinul se ve 13. století, papež Klement IV. jej schválil roku 1267. Ve středověku se stal vlastním ritem dominikánského řádu, německých rytířů a anglického královského dvora.

## Historie
Sv. Pius V. při svých jednotících reformách liturgie následujících po tridentském koncilu umožnil ritus zachovat rozhodnutím, že vedle římského ritu mohou být zachovány rity starší 200 let. Po liturgické reformě následující po druhém vatikánském koncilu začal dominikánský řád jako celek používat převážně modernizovaný římský ritus, nicméně dominikánský ritus si vedle něj ponechal jako plnohodnotnou alternativu.

## Užití
V současné době se proto pravidelně setkáme s vysluhováním dominikánského ritu jednak u jednotlivých dominikánů, jednak v rámci dominikánských komunit. Z českých dominikánů jej pravidelně slouží otcové Efrem Jindráček a Štěpán Martin Filip. Dále je dominikánský ritus výhradním ritem Bratrstva sv. Vincenta Ferrerského, jakož i některých řeholních komunit blízkých FSSPX a Odporu, z nichž nejznámější jsou dominikáni z Avrillé.